# Lituânia nos Jogos Olímpicos de Verão de 2024
Lituânia competiu nos Jogos Olímpicos de Verão de 2024 realizados em Paris, na França, entre 26 de julho e 11 de agosto de 2024. Foi a 11.ª participação do país nos Jogos Olímpicos de Verão desde a estreia em Paris 1924.
Foi representado por 51 atletas que competiram em 13 esportes. Conquistou quatro medalhas, sendo duas de prata com Mykolas Alekna no lançamento de disco masculino do atletismo e com Dominika Banevič no evento para B-girls do breaking, e duas medalhas de bronze, com Viktorija Senkutė no skiff simples feminino e com a equipe masculina de basquetebol 3x3.

## Medalhas
| Atleta                                                                        | Esporte     | Evento                        | Medalha |
| ----------------------------------------------------------------------------- | ----------- | ----------------------------- | ------- |
| Mykolas Alekna                                                                | Atletismo   | Lançamento de disco masculino | Prata   |
| Dominika Banevič                                                              | Breaking    | B-Girls                       | Prata   |
| Viktorija Senkutė                                                             | Remo        | Skiff simples feminino        | Bronze  |
| - Evaldas Džiaugys - Gintautas Matulis - Aurelijus Pukelis - Šarūnas Vingelis | Basquetebol | 3x3 masculino                 | Bronze  |

## Competidores
Esta foi a participação por modalidade nesta edição:
| Esporte           | Masculino | Feminino | Total |
| ----------------- | --------- | -------- | ----- |
| Atletismo         | 4         | 7        | 11    |
| Basquetebol       | 4         | 0        | 4     |
| Breaking          | 0         | 1        | 1     |
| Canoagem          | 5         | 0        | 5     |
| Ciclismo          | 1         | 2        | 3     |
| Hipismo           | 1         | 1        | 2     |
| Ginástica         | 1         | 0        | 1     |
| Lutas             | 2         | 1        | 3     |
| Pentatlo moderno  | 0         | 2        | 2     |
| Remo              | 3         | 5        | 8     |
| Natação           | 5         | 2        | 7     |
| Vela              | 1         | 1        | 2     |
| Voleibol de praia | 0         | 2        | 2     |
| Total             | 27        | 24       | 51    |

## Desempenho

### Atletismo
- Q = Qualificado para a próxima fase
- q = Qualificado para a próxima fase como o perdedor mais rápido ou, em eventos de campo, pela posição sem atingir o alvo para qualificação
- N/A = Fase não aplicável para o evento
- Bye = Atleta não precisou disputar aquela fase

Masculino
Eventos de campo
| Atleta            | Evento              | Qualificação | Qualificação | Final       | Final            | Ref.  |
| Atleta            | Evento              | Marca        | Pos.         | Marca       | Pos.             | Ref.  |
| ----------------- | ------------------- | ------------ | ------------ | ----------- | ---------------- | ----- |
| Mykolas Alekna    | Lançamento de disco | 67.47        | 1 Q          | 69.97       | Medalha de prata | [ 5 ] |
| Andrius Gudžius   | Lançamento de disco | 64.07        | 10 Q         | 66.55       | 8                | [ 6 ] |
| Martynas Alekna   | Lançamento de disco | 58.66        | 28           | Não avançou | Não avançou      | [ 7 ] |
| Edis Matusevičius | Lançamento de dardo | 79.40        | 21           | Não avançou | Não avançou      | [ 8 ] |

Feminino
Eventos de pista
| Atleta              | Evento | Baterias | Baterias | Repescagem | Repescagem | Semifinal   | Semifinal   | Final       | Final       | Ref.   |
| Atleta              | Evento | Tempo    | Pos.     | Tempo      | Pos.       | Tempo       | Pos.        | Tempo       | Pos.        | Ref.   |
| ------------------- | ------ | -------- | -------- | ---------- | ---------- | ----------- | ----------- | ----------- | ----------- | ------ |
| Modesta Morauskaitė | 400 m  | 52.00    | 8        | 51.33      | 4          | Não avançou | Não avançou | Não avançou | Não avançou | [ 9 ]  |
| Gabija Galvydytė    | 800 m  | 1:59.18  | 4        | 2:00.66    | 4          | Não avançou | Não avançou | Não avançou | Não avançou | [ 10 ] |

Eventos de campo
| Atleta            | Evento              | Qualificação | Qualificação | Final       | Final       | Ref.   |
| Atleta            | Evento              | Marca        | Pos.         | Marca       | Pos.        | Ref.   |
| ----------------- | ------------------- | ------------ | ------------ | ----------- | ----------- | ------ |
| Airinė Palšytė    | Salto em altura     | 1.88         | 15           | Não avançou | Não avançou | [ 11 ] |
| Dovilė Kilty      | Salto triplo        | 13.64        | 25           | Não avançou | Não avançou | [ 12 ] |
| Diana Zagainova   | Salto triplo        | 12.86        | 30           | Não avançou | Não avançou | [ 13 ] |
| Ieva Gumbs        | Lançamento de disco | 60.37        | 22           | Não avançou | Não avançou | [ 14 ] |
| Liveta Jasiūnaitė | Lançamento de dardo | 58.35        | 25           | Não avançou | Não avançou | [ 15 ] |

### Basquetebol

#### 3×3
Masculino
A seleção nacional 3x3 masculina da Lituânia se classificou para as Olimpíadas ao ficar entre as três primeiras no Torneio Pré-Olímpico final da FIBA, em Debrecen, Hungria.
Elenco
A delegação foi composta de quatro jogadores:
- Evaldas Džiaugys
- Gintautas Matulis
- Aurelijus Pukelis
- Šarūnas Vingelis

Fase de grupos
|  | Equipes classificadas às semifinais |
|  | Equipes classificadas ao play-in    |

| Pos. | Equipe         | J | V  | D | PF  | PC  | Dif |
| ---- | -------------- | - | -- | - | --- | --- | --- |
| 1    | Letônia        | 7 | 7  | 0 | 147 | 103 | +44 |
| 2    | Países Baixos  | 7 | 5  | 2 | 133 | 112 | +21 |
| 3    | Lituânia       | 7 | 4† | 3 | 134 | 125 | +9  |
| 4    | Sérvia         | 7 | 4† | 3 | 129 | 123 | +6  |
| 5    | França         | 7 | 3  | 4 | 131 | 132 | –1  |
| 6    | Polônia        | 7 | 2‡ | 5 | 116 | 139 | –23 |
| 7    | Estados Unidos | 7 | 2‡ | 5 | 116 | 138 | –22 |
| 8    | China          | 7 | 1  | 6 | 107 | 141 | –34 |

Regras para classificação: 1) Vitórias; 2) Confronto direto; 3) Pontos marcados.
†Lituânia 20–18 Sérvia

‡Estados Unidos 17–19 Polônia
| 30 julho 2024 18:35 | Relatório | Letônia       | 21–14 | Lituânia       |  | Praça da Concórdia, Paris Árbitros: POL Marek Maliszewski SRB Jasmina Juras |  |
| 30 julho 2024 18:35 | Relatório | Pts: Miezis 9 |       | Pts: Pukelis 8 |  | Praça da Concórdia, Paris Árbitros: POL Marek Maliszewski SRB Jasmina Juras |  |

| 31 julho 2024 22:05 | Relatório | Lituânia                 | 20–21 | França         |  | Praça da Concórdia, Paris Árbitros: HKG Edmond Ho CHN Shi Qirong |  |
| 31 julho 2024 22:05 | Relatório | Pts: Džiaugys, Pukelis 7 |       | Pts: Rambaut 9 |  | Praça da Concórdia, Paris Árbitros: HKG Edmond Ho CHN Shi Qirong |  |

| 1 agosto 2024 13:25 | Relatório | Lituânia         | 21–12 | Polônia        |  | Praça da Concórdia, Paris Árbitros: SUI Markos Michaelides USA Deanna Jackson |  |
| 1 agosto 2024 13:25 | Relatório | Pts: Džiaugys 10 |       | Pts: Bogucki 6 |  | Praça da Concórdia, Paris Árbitros: SUI Markos Michaelides USA Deanna Jackson |  |

| 1 agosto 2024 19:05 | Relatório | Estados Unidos | 18–20 | Lituânia       |  | Praça da Concórdia, Paris Árbitros: HKG Edmond Ho FRA Najib Chajiddine |  |
| 1 agosto 2024 19:05 | Relatório | Pts: Barry 9   |       | Pts: Pukelis 7 |  | Praça da Concórdia, Paris Árbitros: HKG Edmond Ho FRA Najib Chajiddine |  |

| 2 agosto 2024 10:05 | Relatório | Lituânia        | 21–16 | China       |  | Praça da Concórdia, Paris Árbitros: POL Marek Maliszewski HUN Brigitta Csabai-Kaskötő |  |
| 2 agosto 2024 10:05 | Relatório | Pts: Džiaugys 9 |       | Pts: Zhao 6 |  | Praça da Concórdia, Paris Árbitros: POL Marek Maliszewski HUN Brigitta Csabai-Kaskötő |  |

| 2 agosto 2024 13:25 | Relatório | Países Baixos  | 19–18 | Lituânia       |  | Praça da Concórdia, Paris Árbitros: USA Deanna Jackson SRB Jasmina Juras |  |
| 2 agosto 2024 13:25 | Relatório | Pts: De Jong 6 |       | Pts: Pukelis 7 |  | Praça da Concórdia, Paris Árbitros: USA Deanna Jackson SRB Jasmina Juras |  |

| 4 agosto 2024 18:35 | Relatório | Lituânia        | 20–18 | Sérvia              |  | Praça da Concórdia, Paris Árbitros: SUI Markos Michaelides ROU Vlad Ghizdareanu |  |
| 4 agosto 2024 18:35 | Relatório | Pts: Pukelis 10 |       | Pts: Majstorović 10 |  | Praça da Concórdia, Paris Árbitros: SUI Markos Michaelides ROU Vlad Ghizdareanu |  |

Play-in
| 4 agosto 2024 21:30 | Relatório | Lituânia                  | 21–15 | Polônia           |  | Praça da Concórdia, Paris Árbitros: SRB Jasmina Juras FRA Najib Chajiddine |  |
| 4 agosto 2024 21:30 | Relatório | Pts: Džiaugys, Vingelis 9 |       | Pts: Sokołowski 7 |  | Praça da Concórdia, Paris Árbitros: SRB Jasmina Juras FRA Najib Chajiddine |  |

Semifinal
| 5 agosto 2024 18:00 | Relatório | Países Baixos  | 20–9 | Lituânia       |  | Praça da Concórdia, Paris Árbitros: SUI Markos Michaelides USA Deanna Jackson |  |
| 5 agosto 2024 18:00 | Relatório | Pts: De Jong 8 |      | Pts: Pukelis 4 |  | Praça da Concórdia, Paris Árbitros: SUI Markos Michaelides USA Deanna Jackson |  |

Disputa pelo bronze
| 5 agosto 2024 21:30 | Relatório | Letônia         | 18–21 | Lituânia        |  | Praça da Concórdia, Paris Árbitros: SUI Markos Michaelides USA Deanna Jackson |  |
| 5 agosto 2024 21:30 | Relatório | Pts: Lasmanis 9 |       | Pts: Vingelis 9 |  | Praça da Concórdia, Paris Árbitros: SUI Markos Michaelides USA Deanna Jackson |  |

### Breaking
Feminino
| Atleta           | Apelido | Evento  | Pré-classificatória  | Fase de grupos       | Fase de grupos       | Fase de grupos       | Fase de grupos | Quartas              | Semifinal            | Final / DB           | Final / DB       | Ref.   |
| Atleta           | Apelido | Evento  | Adversário Resultado | Adversário Resultado | Adversário Resultado | Adversário Resultado | Pos.           | Adversário Resultado | Adversário Resultado | Adversário Resultado | Pos.             | Ref.   |
| ---------------- | ------- | ------- | -------------------- | -------------------- | -------------------- | -------------------- | -------------- | -------------------- | -------------------- | -------------------- | ---------------- | ------ |
| Dominika Banevič | Nicka   | B-Girls | Bye                  | FRA S Dembélé V 11–7 | USA L Edra V 13–5    | AUS R Gunn V 18–0    | 1 Q            | CHN Zeng Y V 26–1    | CHN Liu Q V 18–9     | JPN A Yuasa D 11–16  | Medalha de prata | [ 18 ] |

### Canoagem

#### Velocidade
Masculino
| Atleta                                                             | Evento     | Eliminatórias | Eliminatórias | Quartas | Quartas | Semifinal   | Semifinal   | Final       | Final       | Ref.                        |
| Atleta                                                             | Evento     | Tempo         | Pos.          | Tempo   | Pos.    | Tempo       | Pos.        | Tempo       | Pos.        | Ref.                        |
| ------------------------------------------------------------------ | ---------- | ------------- | ------------- | ------- | ------- | ----------- | ----------- | ----------- | ----------- | --------------------------- |
| Andrej Olijnik                                                     | K-1 1000 m | 3:38.02       | 4             | 3:36.72 | 4       | Não avançou | Não avançou | Não avançou | Não avançou | [ 19 ]                      |
| Mindaugas Maldonis Andrej Olijnik                                  | K-2 500 m  | 1:31.27       | 4             | 1:30.30 | 5       | Não avançou | Não avançou | Não avançou | Não avançou | [ 19 ] [ 20 ]               |
| Simonas Maldonis Mindaugas Maldonis Ignas Navakauskas Artūras Seja | K-4 500 m  | 1:31.27       | 4             | 1:30.30 | 5       | Não avançou | Não avançou | Não avançou | Não avançou | [ 20 ] [ 21 ] [ 22 ] [ 23 ] |

### Ciclismo

#### Estrada
Feminino
| Atleta         | Evento             | Tempo   | Pos. | Ref.   |
| -------------- | ------------------ | ------- | ---- | ------ |
| Rasa Leleivytė | Corrida em estrada | 4:04:23 | 20   | [ 24 ] |

#### Pista
Velocidade
| Atleta           | Evento    | Qualificação     | Qualificação | Rodada 1                       | Repescagem 1                            | Rodada 2                         | Repescagem 2                   | Oitavas                     | Repescagem 3                | Quartas                     | Semifinal                   | Final / DB                  | Final / DB  | Ref.   |
| Atleta           | Evento    | Tempo Vel (km/h) | Pos.         | Adversário Tempo Vel (km/h)    | Adversário Tempo Vel (km/h)             | Adversário Tempo Vel (km/h)      | Adversário Tempo Vel (km/h)    | Adversário Tempo Vel (km/h) | Adversário Tempo Vel (km/h) | Adversário Tempo Vel (km/h) | Adversário Tempo Vel (km/h) | Adversário Tempo Vel (km/h) | Pos.        | Ref.   |
| ---------------- | --------- | ---------------- | ------------ | ------------------------------ | --------------------------------------- | -------------------------------- | ------------------------------ | --------------------------- | --------------------------- | --------------------------- | --------------------------- | --------------------------- | ----------- | ------ |
| Vasilijus Lendel | Masculino | 9.581 75.149     | 19 Q         | NED J Hoogland D 10.055 72.486 | MAS M Sahrom NZL S Dakin V 9.824 73.290 | AUS M Richardson D 10.339 75.973 | GBR H Turnbull D 10.111 71.521 | Não avançou                 | Não avançou                 | Não avançou                 | Não avançou                 | Não avançou                 | Não avançou | [ 25 ] |

Keirin
| Atleta           | Evento    | Rodada 1 | Repescagem | Quartas     | Semifinal   | Final       | Ref.   |
| Atleta           | Evento    | Pos.     | Pos.       | Pos.        | Pos.        | Pos.        | Ref.   |
| ---------------- | --------- | -------- | ---------- | ----------- | ----------- | ----------- | ------ |
| Vasilijus Lendel | Masculino | 5        | 4          | Não avançou | Não avançou | Não avançou | [ 25 ] |

Omnium
| Atleta            | Evento   | Scratch | Scratch | Tempo  | Tempo | Eliminação | Eliminação | Pontos | Pontos | Total  | Total | Ref.   |
| Atleta            | Evento   | Pontos  | Pos.    | Pontos | Pos.  | Pontos     | Pos.       | Pontos | Pos.   | Pontos | Pos.  | Ref.   |
| ----------------- | -------- | ------- | ------- | ------ | ----- | ---------- | ---------- | ------ | ------ | ------ | ----- | ------ |
| Olivija Baleišytė | Feminino | 28      | 7       | 14     | 14    | 16         | 13         | 22     | 7      | 80     | 11    | [ 26 ] |

### Ginástica

#### Artística
Masculino
| Atleta          | Evento           | Qualificação | Qualificação | Qualificação | Qualificação | Qualificação | Qualificação | Qualificação | Qualificação | Final       | Final       | Final       | Final       | Final       | Final       | Final       | Final       | Ref.   |
| Atleta          | Evento           | Aparelho     | Aparelho     | Aparelho     | Aparelho     | Aparelho     | Aparelho     | Total        | Pos.         | Aparelho    | Aparelho    | Aparelho    | Aparelho    | Aparelho    | Aparelho    | Total       | Pos.        | Ref.   |
| Atleta          | Evento           | F            | PH           | R            | V            | PB           | HB           | Total        | Pos.         | F           | PH          | R           | V           | PB          | HB          | Total       | Pos.        | Ref.   |
| --------------- | ---------------- | ------------ | ------------ | ------------ | ------------ | ------------ | ------------ | ------------ | ------------ | ----------- | ----------- | ----------- | ----------- | ----------- | ----------- | ----------- | ----------- | ------ |
| Robert Tvorogal | Individual geral | —            | —            | —            | —            | 13.166       | 13.833       | —            | —            | Não avançou | Não avançou | Não avançou | Não avançou | Não avançou | Não avançou | Não avançou | Não avançou | [ 27 ] |

### Hipismo

#### Adestramento
| Atleta            | Cavalo | Evento     | Grand Prix | Grand Prix | Grand Prix Special | Grand Prix Special | Grand Prix Freestyle | Grand Prix Freestyle | Geral       | Geral       | Ref.   |
| Atleta            | Cavalo | Evento     | Total      | Pos.       | Total              | Pos.               | Técnico              | Artístico            | Total       | Pos.        | Ref.   |
| ----------------- | ------ | ---------- | ---------- | ---------- | ------------------ | ------------------ | -------------------- | -------------------- | ----------- | ----------- | ------ |
| Justina Vanagaitė | Nabab  | Individual | 69.208     | 38         | —                  | —                  | Não avançou          | Não avançou          | Não avançou | Não avançou | [ 28 ] |

#### Saltos
| Atleta           | Cavalo   | Evento     | Qualificação | Qualificação | Qualificação | Final       | Final       | Final       | Ref.   |
| Atleta           | Cavalo   | Evento     | Pen.         | Tempo        | Pos.         | Pen.        | Tempo       | Pos.        | Ref.   |
| ---------------- | -------- | ---------- | ------------ | ------------ | ------------ | ----------- | ----------- | ----------- | ------ |
| Andrius Petrovas | Linkolns | Individual | RET          | RET          | RET          | Não avançou | Não avançou | Não avançou | [ 29 ] |

### Lutas

#### Greco-romana
Masculino
| Atleta               | Evento     | Oitavas                  | Quartas              | Semifinais           | Repescagem           | Final / DB           | Final / DB  | Ref.   |
| Atleta               | Evento     | Adversário Resultado     | Adversário Resultado | Adversário Resultado | Adversário Resultado | Adversário Resultado | Pos.        | Ref.   |
| -------------------- | ---------- | ------------------------ | -------------------- | -------------------- | -------------------- | -------------------- | ----------- | ------ |
| Mindaugas Venckaitis | Até 97 kg  | KGZ U Dzhuzupbekov D 1–5 | Não avançou          | Não avançou          | Não avançou          | Não avançou          | Não avançou | [ 30 ] |
| Mantas Knystautas    | Até 130 kg | MAR O Assad V 9–0        | CHN Meng L D 1–1     | Não avançou          | Não avançou          | Não avançou          | Não avançou | [ 31 ] |

#### Livre
Feminino
| Atleta        | Evento    | Oitavas              | Quartas              | Semifinais           | Repescagem           | Final / DB           | Final / DB  | Ref.   |
| Atleta        | Evento    | Adversário Resultado | Adversário Resultado | Adversário Resultado | Adversário Resultado | Adversário Resultado | Pos.        | Ref.   |
| ------------- | --------- | -------------------- | -------------------- | -------------------- | -------------------- | -------------------- | ----------- | ------ |
| Gabija Dilytė | Até 50 kg | COL A Cardozo V 6–0  | CUB Y Guzmán D 0–10  | Não avançou          | Não avançou          | Não avançou          | Não avançou | [ 32 ] |

### Natação
Masculino
| Atleta                                                         | Evento        | Eliminatórias | Eliminatórias | Semifinal   | Semifinal   | Final       | Final       | Ref.   |
| Atleta                                                         | Evento        | Tempo         | Pos.          | Tempo       | Pos.        | Tempo       | Pos.        | Ref.   |
| -------------------------------------------------------------- | ------------- | ------------- | ------------- | ----------- | ----------- | ----------- | ----------- | ------ |
| Danas Rapšys                                                   | 100 m livre   | 48.53         | 20            | Não avançou | Não avançou | Não avançou | Não avançou | [ 33 ] |
| Danas Rapšys                                                   | 200 m livre   | 1:45.91       | 2 Q           | 1:45.48     | 6 Q         | 1:45.46     | 5           | [ 33 ] |
| Danas Rapšys                                                   | 400 m livre   | 3:46.27       | 10            | —           | —           | Não avançou | Não avançou | [ 33 ] |
| Andrius Šidlauskas                                             | 100 m peito   | 1:00.29       | 20            | Não avançou | Não avançou | Não avançou | Não avançou | [ 34 ] |
| Aleksas Savickas                                               | 200 m peito   | 2:11.53       | 19            | Não avançou | Não avançou | Não avançou | Não avançou | [ 35 ] |
| Danas Rapšys Tomas Navikonis Tomas Lukminas Andrius Šidlauskas | 4x200 m livre | 7:16.61       | 15            | —           | —           | Não avançou | Não avançou | [ 36 ] |

Feminino
| Atleta              | Evento      | Eliminatórias | Eliminatórias | Semifinal | Semifinal | Final       | Final       | Ref.   |
| Atleta              | Evento      | Tempo         | Pos.          | Tempo     | Pos.      | Tempo       | Pos.        | Ref.   |
| ------------------- | ----------- | ------------- | ------------- | --------- | --------- | ----------- | ----------- | ------ |
| Rūta Meilutytė      | 100 m peito | 1:06.34       | 10 Q'         | 1:06.89   | 11        | Não avançou | Não avançou | [ 37 ] |
| Kotryna Teterevkova | 100 m peito | 1:06.76       | 15 Q          | 1:07.48   | 16        | Não avançou | Não avançou | [ 38 ] |
| Kotryna Teterevkova | 200 m peito | 2:24.59       | 10 Q          | 2:23.42   | 7 Q       | 2:23.75     | 5           | [ 38 ] |

### Pentatlo moderno
| Atleta                | Evento   | Esgrima ranqueamento (espada um toque) | Esgrima ranqueamento (espada um toque) | Semifinal | Semifinal             | Semifinal             | Semifinal          | Semifinal          | Semifinal                                             | Semifinal                                             | Semifinal | Semifinal | Final | Final                 | Final                 | Final              | Final              | Final                                                 | Final                                                 | Final    | Final | Ref.   |
| Atleta                | Evento   | Esgrima ranqueamento (espada um toque) | Esgrima ranqueamento (espada um toque) | FBR       | Natação (200 m livre) | Natação (200 m livre) | Equitação (saltos) | Equitação (saltos) | Combinado: tiro/corrida (pistola de ar 10 m)/(3200 m) | Combinado: tiro/corrida (pistola de ar 10 m)/(3200 m) | Pts tot.  | Pos.      | FBR   | Natação (200 m livre) | Natação (200 m livre) | Equitação (saltos) | Equitação (saltos) | Combinado: tiro/corrida (pistola de ar 10 m)/(3200 m) | Combinado: tiro/corrida (pistola de ar 10 m)/(3200 m) | Pts tot. | Pos.  | Ref.   |
| Atleta                | Evento   | V–D                                    | Pts MP                                 | Pts       | Tempo                 | Pts MP                | Pen.               | Pts MP             | Tempo                                                 | Pts MP                                                | Pts tot.  | Pos.      | Pts   | Tempo                 | Pts MP                | Pen.               | Pts MP             | Tempo                                                 | Pts MP                                                | Pts tot. | Pos.  | Ref.   |
| --------------------- | -------- | -------------------------------------- | -------------------------------------- | --------- | --------------------- | --------------------- | ------------------ | ------------------ | ----------------------------------------------------- | ----------------------------------------------------- | --------- | --------- | ----- | --------------------- | --------------------- | ------------------ | ------------------ | ----------------------------------------------------- | ----------------------------------------------------- | -------- | ----- | ------ |
| Laura Asadauskaitė    | Feminino | 16–19                                  | 205                                    | 0         | 2:23.71               | 263                   | 65.61              | 291                | 11:10.90                                              | 630                                                   | 1389      | 9 Q       | 0     | 2:24.52               | 261                   | 57.86              | 293                | 11:32.07                                              | 608                                                   | 1369     | 16    | [ 39 ] |
| Gintarė Venčkauskaitė | Feminino | 16–19                                  | 205                                    | 0         | 2:19.15               | 272                   | 59.65              | 300                | 11:25.30                                              | 615                                                   | 1392      | 6 Q       | 0     | 2:18.16               | 274                   | 58.98              | 300                | 11:00.31                                              | 640                                                   | 1419     | 7     | [ 40 ] |

### Remo
Masculino
| Atleta                               | Evento        | Baterias | Baterias | Repescagem | Repescagem | Quartas | Quartas | Semifinais | Semifinais | Final   | Final | Ref.          |
| Atleta                               | Evento        | Tempo    | Pos.     | Tempo      | Pos.       | Tempo   | Pos.    | Tempo      | Pos.       | Tempo   | Pos.  | Ref.          |
| ------------------------------------ | ------------- | -------- | -------- | ---------- | ---------- | ------- | ------- | ---------- | ---------- | ------- | ----- | ------------- |
| Giedrius Bieliauskas                 | Skiff simples | 7:00.96  | 3 QF     | Bye        | Bye        | 6:51.80 | 2 SA/B  | 7:09.29    | 6 FB       | 6:56.39 | 10    | [ 41 ]        |
| Dovydas Stankūnas Domantas Stankūnas | Dois sem      | 6:44.59  | 3 SA/B   | Bye        | Bye        | —       | —       | 6:43.60    | 5 FB       | 6:25.94 | 8     | [ 42 ] [ 43 ] |

Feminino
| Atleta                              | Evento        | Baterias | Baterias | Repescagem | Repescagem | Quartas     | Quartas     | Semifinais  | Semifinais  | Final       | Final             | Ref.          |
| Atleta                              | Evento        | Tempo    | Pos.     | Tempo      | Pos.       | Tempo       | Pos.        | Tempo       | Pos.        | Tempo       | Pos.              | Ref.          |
| ----------------------------------- | ------------- | -------- | -------- | ---------- | ---------- | ----------- | ----------- | ----------- | ----------- | ----------- | ----------------- | ------------- |
| Viktorija Senkutė                   | Skiff simples | 7:30.01  | 1 QF     | Bye        | Bye        | 7:33.35     | 1 SA/B      | 7:19.15     | 2 FA        | 7:20.85     | Medalha de bronze | [ 44 ]        |
| Dovilė Rimkutė Donata Karalienė     | Skiff duplo   | 6:59.62  | 4 R      | 7:15.00    | 4          | Não avançou | Não avançou | Não avançou | Não avançou | Não avançou | 13                | [ 45 ]        |
| Ieva Adomavičiūtė Kamilė Kralikaitė | Dois sem      | 7:22.53  | 2 SA/B   | Bye        | Bye        | —           | —           | 7:19.27     | 3 FA        | 7:05.34     | 5                 | [ 46 ] [ 47 ] |

Legenda: FA = Final A (disputa de medalha); FB = Final B (sem disputa de medalha); FC = Final C (sem disputa de medalha); FD = Final D (sem disputa de medalha); FE = Final E (sem disputa de medalha); FF = Final F (sem disputa de medalha); SA/B = Semifinais A/B; SC/D = Semifinais C/D; SE/F = Semifinais E/F; QF = Quartas; R = Repescagem

### Vela
Eventos com regata da medalha
| Atleta              | Evento       | Regatas | Regatas | Regatas | Regatas | Regatas | Regatas | Regatas | Regatas | Regatas | Regatas | Regatas | Regatas | Regatas | Regatas | Regatas | Regatas | Pontos | Pos. | Ref.   |
| Atleta              | Evento       | 1       | 2       | 3       | 4       | 5       | 6       | 7       | 8       | 9       | 10      | 11      | 12      | 13      | 14      | 15      | M*      | Pontos | Pos. | Ref.   |
| ------------------- | ------------ | ------- | ------- | ------- | ------- | ------- | ------- | ------- | ------- | ------- | ------- | ------- | ------- | ------- | ------- | ------- | ------- | ------ | ---- | ------ |
| Viktorija Andrulytė | Laser Radial | 40.2    | 5       | 36      | 26      | 32      | 33      | 31      | 27      | 6       | —       | —       | —       | —       | —       | —       | EL      | 196    | 31   | [ 48 ] |

M = Regata da medalha; EL = Eliminado(a) – não avançou para a regata da medalha
Eventos de eliminação
| Atleta         | Evento           | Série de abertura | Série de abertura | Série de abertura | Série de abertura | Série de abertura | Série de abertura | Série de abertura | Série de abertura | Série de abertura | Série de abertura | Série de abertura | Série de abertura | Série de abertura | Série de abertura | Série de abertura | Série de abertura | Série de abertura | Série de abertura | Série de abertura | Série de abertura | Série de abertura | Série de abertura | Quartas     | Semifinal   | Final       | Pos. | Ref.   |
| Atleta         | Evento           | 1                 | 2                 | 3                 | 4                 | 5                 | 6                 | 7                 | 8                 | 9                 | 10                | 11                | 12                | 13                | 14                | 15                | 16                | 17                | 18                | 19                | 20                | Pontos            | Pos.              | Quartas     | Semifinal   | Final       | Pos. | Ref.   |
| -------------- | ---------------- | ----------------- | ----------------- | ----------------- | ----------------- | ----------------- | ----------------- | ----------------- | ----------------- | ----------------- | ----------------- | ----------------- | ----------------- | ----------------- | ----------------- | ----------------- | ----------------- | ----------------- | ----------------- | ----------------- | ----------------- | ----------------- | ----------------- | ----------- | ----------- | ----------- | ---- | ------ |
| Rytis Jasiūnas | IQFoil masculino | 16                | 19                | 20                | 12                | 21                | 12                | 4                 | 14                | 2                 | 20                | 16                | 12                | 17                | Cancelado         | Cancelado         | Cancelado         | Cancelado         | Cancelado         | Cancelado         | Cancelado         | 185               | 17                | Não avançou | Não avançou | Não avançou | 17   | [ 49 ] |

### Voleibol de praia
| Atletas                          | Evento   | Fase de grupos                       | Fase de grupos                          | Fase de grupos                         | Fase de grupos | Oitavas              | Quartas              | Semifinal            | Final / DB           | Final / DB  | Ref.          |
| Atletas                          | Evento   | Adversário Resultado                 | Adversário Resultado                    | Adversário Resultado                   | Pos.           | Adversário Resultado | Adversário Resultado | Adversário Resultado | Adversário Resultado | Pos.        | Ref.          |
| -------------------------------- | -------- | ------------------------------------ | --------------------------------------- | -------------------------------------- | -------------- | -------------------- | -------------------- | -------------------- | -------------------- | ----------- | ------------- |
| Monika Paulikienė Ainė Raupelytė | Feminino | NED K Stam / R Schoon D 19–21, 17–21 | BRA C Solberg / B Seixas D 13–21, 14–21 | JPN A Hasegawa / M Ishii D 11–21, 5–21 | 4              | Não avançou          | Não avançou          | Não avançou          | Não avançou          | Não avançou | [ 50 ] [ 51 ] |